# Caballo de guerra (obra de teatro)
Caballo de Guerra (En inglés War horse) es una obra de teatro basada en el libro del mismo nombre por el aclamado escritor infantil Michael Morpurgo, adaptado para el teatro por Nick Stafford. Originalmente Morpurgo pensó "que deben estar locos" para tratar de hacer una obra de teatro de su best-seller de 1982. Fue equivocado por el éxito instantáneo de la obra. La producción de la obra de West End de Broadway está dirigida por Marianne Elliott y Tom Morris, con "coreografía de caballo", de Toby Sedgwick.

## Producciones

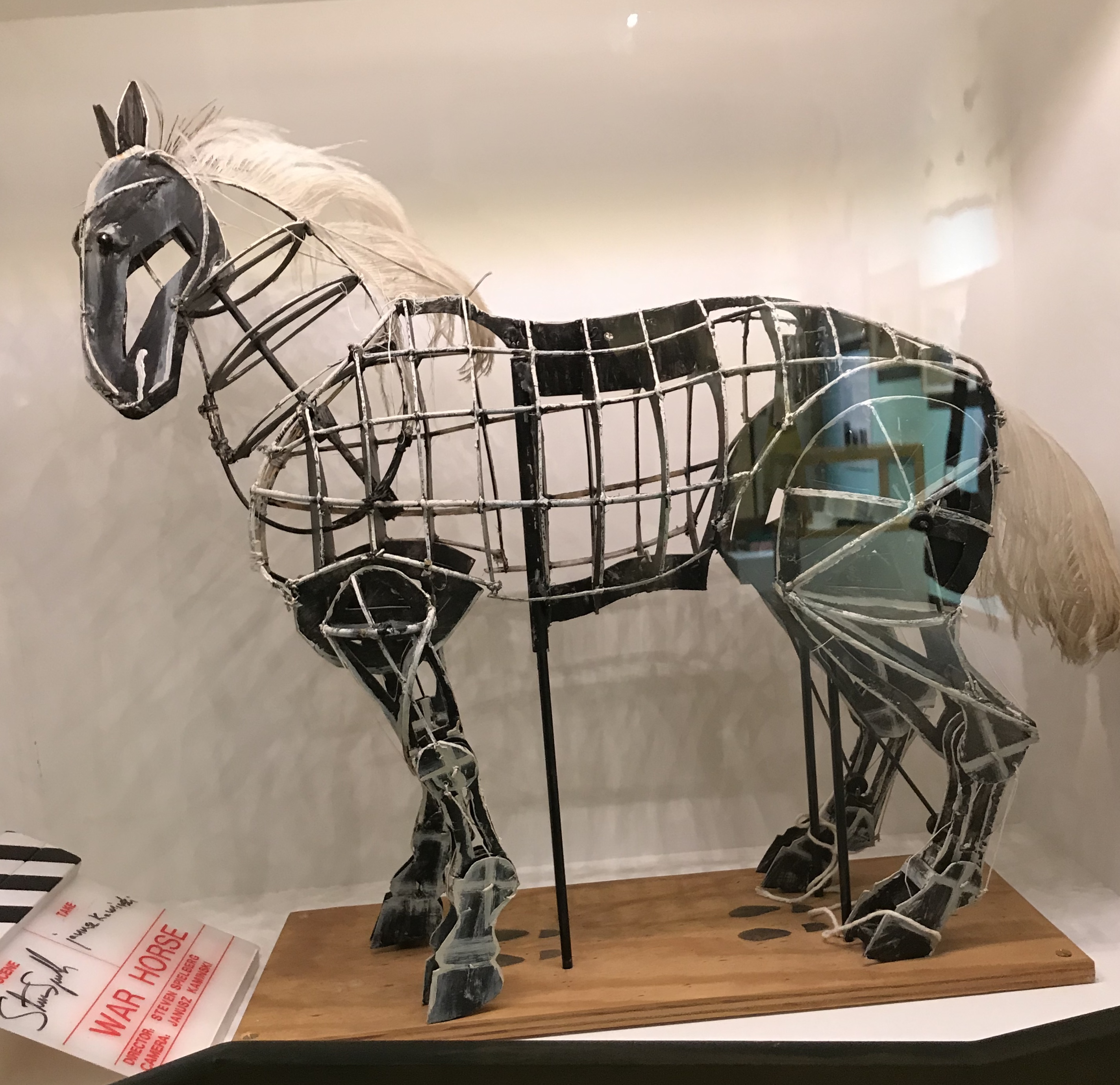
Exhibición de 2019 de la maqueta a escala fabricada por Handspring Puppet Company, como regalo para Michael Morpurgo.

Estrenada el 17 de octubre de 2007 en el Olivier Theatre de Londres.
El 14 de abril de 2011 se montó en el Vivian Beaumont Theater de Nueva York. Se mantuvo hasta el 6 de enero de 2013, con un total de 718 funciones.

## Premios y nominaciones
Premios Tony
| Año  | Categoría              | Persona                     | Resultado |
| ---- | ---------------------- | --------------------------- | --------- |
| 2010 | Mejor obra             | Nick Stafford               | Ganadora  |
| 2010 | Mejor Diseño Escénico  | Rae Smith                   | Ganador   |
| 2010 | Mejor Iluminación      | Paule Constable             | Ganador   |
| 2010 | Mejor Diseño de Sonido | Christopher Shutt           | Ganador   |
| 2010 | Mejor Dirección        | Marianne Elliott Tom Morris | Ganadores |